# Annual International Cryptology Conference
Pour les articles homonymes, voir Crypto.

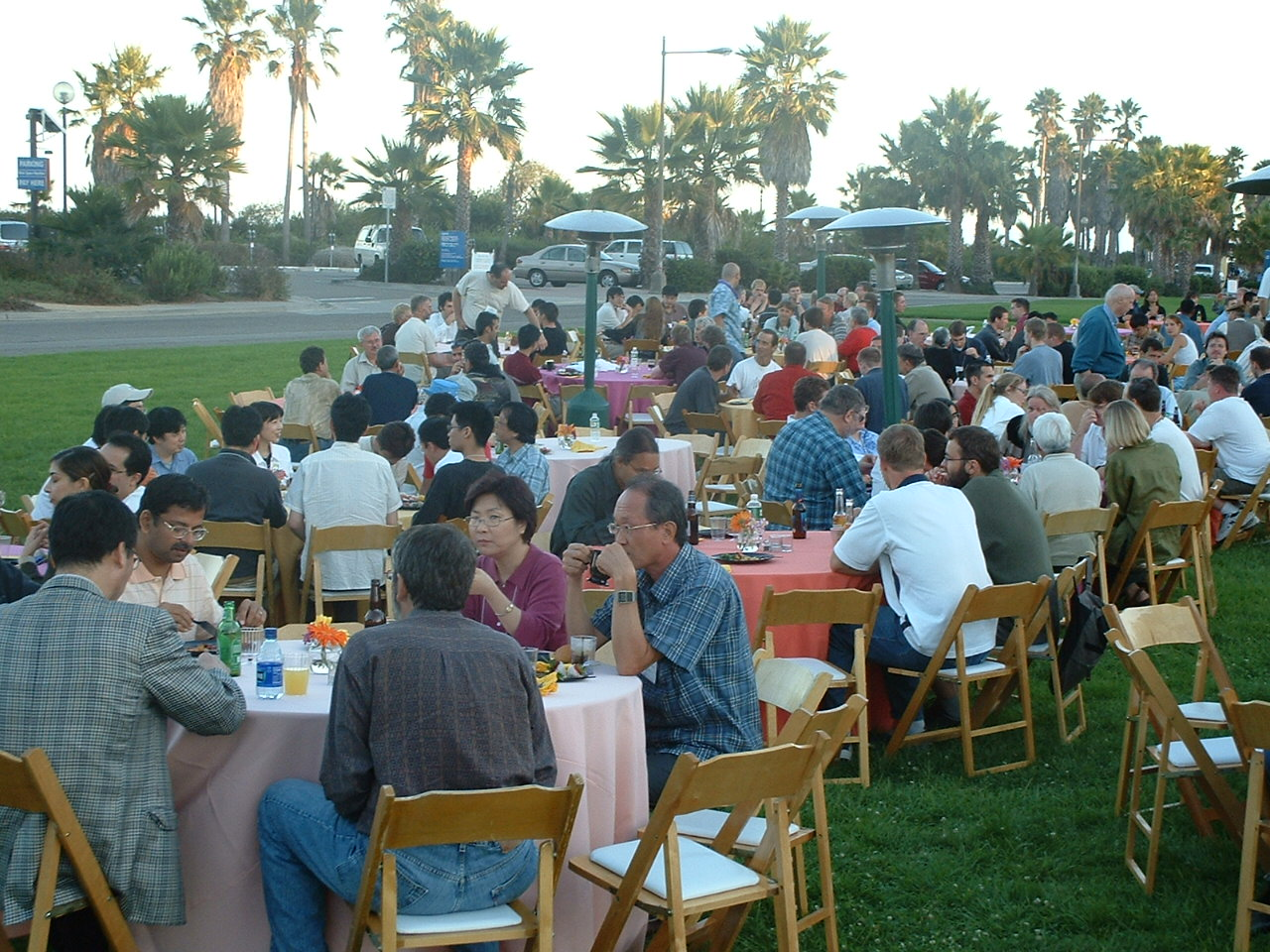
Réception à la conférence CRYPTO 2003.

CRYPTO est l'abréviation habituelle pour Annual International Cryptology Conference, l'une des plus grandes conférences internationales de cryptologie, organisée par l'International Association for Cryptologic Research (IACR).  Elle a lieu chaque année en août à l'Université de la Californie à Santa Barbara.

## Histoire
Le premier CRYPTO a eu lieu en 1981. C'était la première conférence majeure en cryptographie et était d'autant plus importante que les relations entre le gouvernement américain, l'industrie cryptologique et le milieu académique étaient plutôt tendues. Le chiffrement était considéré comme un sujet délicat et que des délégués de différents pays soient réunis était une première. L'initiative pour la formation de l'IACR est née durant CRYPTO '82 et CRYPTO '83 a été la première conférence commanditée par l'IACR.

### Les différentes éditions
- 2004 : présentation des collisions complètes sur SHA-0, MD4, MD5 et d'autres fonctions de hachage cryptographiques
- 2005 : exposition des progrès dans la cryptanalyse de SHA-1. Le premier cassage par recherche de collisions de cet algorithme, annoncé en février et une attaque plus efficace a été annoncée à la rump session de manière informelle.